# Andrea Pellegrino
Andrea Pellegrino (født 23. marts 1997 i Bisceglie, Italien) er en professionel tennisspiller fra Italien.